# Neblinathamnus argyreus
Neblinathamnus argyreus är en måreväxtart som beskrevs av Julian Alfred Steyermark. Neblinathamnus argyreus ingår i släktet Neblinathamnus och familjen måreväxter. Inga underarter finns listade i Catalogue of Life.